# شکرکوه
شکرکوه، روستایی است از توابع بخش مرکزی شهرستان کلاردشت در استان مازندران ایران.

## جمعیت
این روستا در دهستان کلاردشت شرقی قرار دارد و براساس سرشماری مرکز آمار ایران در سال ۱۳۸۵، جمعیت آن ۲۵۱ نفر (۷۷خانوار) بوده‌است. مردم شکرکوه از قومیت طبری هستند. مردم شکرکوه به زبان طبری و گویش کلارستاقی سخن می‌گویند.